# Estadio municipal El Val
El Estadio Municipal El Val es un recinto deportivo ubicado en el barrio del Val de Alcalá de Henares (Madrid, España). Fue inaugurado en el 14 de agosto de 1973. Es propiedad del Ayuntamiento de Alcalá de Henares y tiene una capacidad de 7000 espectadores aproximadamente. En él juega como local la Real Sociedad Deportiva Alcalá. Posee terreno de hierba natural y es el más grande de los campos de fútbol de España según el anuario de la Real Federación Española de Fútbol, siendo sus dimensiones de 108 x 70 m.

## Historia
El Estadio se inauguró el 14 de agosto de 1973 en un partido entre la RSD Alcalá y la U. D. Salamanca, en el que empataron a 1 y por penaltis ganó el Salamanca. Fue en el Trofeo Cervantes en el que participaron el Guadalajara, la UD Salamanca, el CA Osasuna y la RSD Alcalá. La anécdota fue que en el partido del Alcalá con el Salamanca, fue el primer encuentro jugado en Alcalá con luz artificial y no iba a haber buen debut con la iluminación ya que por culpa de una tormenta se produce un apagón justo cuando el Alcalá iba a lanzar un penalti a su favor. Ese gol de Arenas de penalti pasará también a la historia como el primer gol logrado por la RSD Alcalá en el nuevo campo. Luego al volver la luz empató el Alcalá.
El terreno era propiedad de la R. S. D. Alcalá, la cual se lo cedió al Ayuntamiento, dotándole éste de instalaciones y alumbrado para la celebración de partidos nocturnos.
En el 2023, con motivo del 50.º aniversario del estadio, el club acometerá la conservación y la recuperación del césped en la que oxigenará la parte inferior del tepe y la nivelación de las zonas que sean necesarias.

### Un campo municipal sin aforo conocido
El caso es que desde 1972, el Alcalá juega en el campo Municipal del Val, un campo del que se desconoce su aforo, ya que según los planos que constan en el Archivo Municipal, el arquitecto que lo diseñó no especificó su capacidad. En un principio todas las localidades eran de pie. Una reciente medición por parte de la actual directiva sobre el aforo del campo establece una cabida de 7000 espectadores, distribuida de la manera siguiente: fondos, 2000 espectadores; tribuna principal, 2000 espectadores; tribuna del marcador, 3000 espectadores.
Por lo que respecta al terreno de juego, el rectángulo del Val es el campo de fútbol más grande de España. Según el anuario de la Real Federación Española de Fútbol sus dimensiones son 108x72 m (7776 m²), mientras que, por poner un ejemplo, el Estadio Santiago Bernabéu y el Camp Nou miden 105x68 m (7140 m²), es decir, 636 m² más que los terrenos de juego de los dos estadios de mayor capacidad de España.

## Eventos

### Amistosos de laSelección de fútbol sub-21
- Preparación para la fase de clasificación del Campeonato de Europa UEFA sub-21 de Portugal y 2011 de Dinamarca.
| Fecha                   | Selección #1 | Resultado | Selección #2 | Espectadores |
| ----------------------- | ------------ | --------- | ------------ | ------------ |
| 16 de noviembre de 2004 | España       | 1 - 0     | Inglaterra   | 5 008        |
| 28 de marzo de 2011     | España       | 1 - 1     | Bielorrusia  | 5 043        |

## Acceso
Se puede acceder al Estadio Municipal El Val mediante autobús de Alcalá en las líneas 6 y 8.
Y en autobús interurbano ALSA Grupo en la línea 229 Madrid (Avenida de América) – Alcalá de Henares (Virgen del Val), en la parada con esquina c/Sigüenza. (Avda. Lope de Figueroa, 16). Parada común con líneas de autobús 5 y 8 de Alcalá de Henares.